# Rodolfo Rodríguez
Rodolfo Sergio Rodríguez y Rodríguez (Montevidéu, 20 de janeiro de 1956) é um ex-futebolista uruguaio que atuava como goleiro.

## Carreira

### Início
Durante boa parte de sua infância, Rodolfo Rodríguez não tinha a pretensão de se tornar goleiro. Ajudava seu pai no trabalho e queria se formar em economia para melhorar a vida da família. Mas a vocação falou mais alto.
Começou sua carreira nos juvenis do Cerro, aos 15 anos de idade. Em 1976, um ano depois de ser campeão sul-americano sub-20 pela Seleção Uruguaia, Rodolfo foi contratado Nacional de Montevidéu, onde foi campeão da Copa Libertadores da América e da Copa Intercontinental em 1980, além de ter vencido o Campeonato Uruguaio em três oportunidades: 1977, 1980 e 1983.

### Santos
Em 1981, defendendo a Seleção Uruguaia no Mundialito contra a Seleção Brasileira, teve uma atuação impecável fechando o gol e chamando a atenção do Santos. Foi contratado em 1984 por 120 mil dólares, um valor considerado alto para um goleiro na época, dinheiro emprestado pelo rei Pelé.
No dia 25 de janeiro de 1984, Rodolfo Rodriguez fazia sua estreia na meta santista no amistoso no Estádio Ademar de Barros em Araçatuba, no empate sem gols do Santos diante do Araçatuba.
No Santos, onde jogou de 1984 a 1988, tornou-se rapidamente ídolo e conquistou três títulos: Campeonato Paulista (1984), Copa Kirin do Japão (1985) e Torneio Cidade de Marseille (1987), na França.
Em 1985, Rodolfo viveu um fato inusitado. Viajou para o Japão com a equipe santista para a disputa da Copa Kirin, um tradicional torneio amistoso disputado na Ásia. A competição reunia clubes e seleções, e entre as seleções convidadas estava a do Uruguai. O Alvinegro enfrentou duas vezes os uruguaios. Na primeira, o jogo terminou empatado em 1–1, e na grande final o Santos venceu por 4–2, dando a Rodolfo Rodríguez a estranha sensação de conquistar um título contra a seleção de seu país.
Ficou na Vila Belmiro até o final de 1988, e transferiu-se para o Sporting, de Portugal, ficando no time português até o final de 1990. Jogou ainda pela Portuguesa de Desportos em 1991 e 1992.
Com a camisa do Peixe Rodolfo atuou em 255 jogos e é sétimo goleiro que mais jogou pelo Santos.

#### Sequência de defesas na Vila Belmiro
No dia 14 de julho de 1984, um sábado, na Vila Belmiro, ele protagonizou uma das mais fantásticas sequências de defesas da história do futebol. Rodolfo Rodriguez faz uma série incrível de defesas contra o América de Rio Preto, que viraram referência toda vez que se fala em grande lance de goleiros. Foram cinco defesas consecutivas no total, enquanto a defesa do Santos assistia inerte aos milagres do guerreiro uruguaio. O atacante Tarcísio, do América, declarou estupefato: "Rodolfo era "maior que o gol".

#### Homenagens
Em 29 de dezembro de 2009, foi eleito jogador símbolo do Santos no período entre 1971 e 1990. A diretoria do Peixe acionou os torcedores para escolher os melhores atletas do clube em quatro momentos distintos. Araken Patusca, Pelé, Rodolfo Rodriguez e Robinho foram considerados os símbolos de eras nestes 97 anos de fundação, e tiveram suas imagens expostas na estação Santos-Imigrantes em 2010. A estação de metrô ganhou um memorial permanente do Santos em 2011. Os quatro nomes vencedores foram divididos da seguinte maneira: da fundação até 1950 (Patusca), de 1951 a 1970 (Pelé), de 1971 a 1990 (Rodolfo Rodriguez) e de 1991 até 2010 (Robinho).
No dia 18 de julho de 2010, ganha a primeira "Defesa de Placa" da história do futebol, entregue por Luis Álvaro de Oliveira Ribeiro, presidente do Santos Futebol Clube.
Em um capítulo da novela Vereda Tropical, exibida pela Globo entre 1984 e 1985, Nuno Leal Maia interpretou o treinador do ficcional time do Cantareira Futebol Clube. Em um capítulo ele levou seu craque (Luca, interpretado por Mário Gomes) à Vila Belmiro para um teste. Na ocasião, quem recebeu os dois foi Serginho Chulapa, então centroavante do Santos. Na cena também aparece Gilberto Tim, que trabalhava como preparador físico do Peixe e Rodolfo Rodriguez, o goleiro do Santos.
Seu nome foi citado na dublagem em português do seriado Chaves, no episódio "Jogando Futebol", quando Quico e Chaves determinavam quais jogadores seriam na "partida".

### 1993: Rodolfo Rodríguez "conhece" Ronaldo
Atuando pelo Bahia no ano de 1993, Rodolfo Rodríguez voltou à cena ao duelar com o jovem Ronaldo. O Cruzeiro goleou por 6–0, com cinco gols sendo marcados pelo atacante de apenas 16 anos. O último tento ficou marcado: logo após realizar uma defesa, o experiente goleiro soltou a bola para agradecer aos céus, sem imaginar que o garoto roubaria a "redonda" e a empurraria para o fundo das redes.
Rodolfo foi destaque como titular no Campeonato Baiano de 1993 e fez parte do elenco em 1994, seu último ano como profissional antes de anunciar a aposentadoria. Ao todo, foram 78 partidas realizadas pelo Tricolor de Aço.

### Seleção Uruguaia
Na meta da Seleção Uruguaia, Rodolfo Rodríguez conquistou o Mundialito em 1981 e a Copa América de 1983.
Foi convocado para a disputa do Copa do Mundo de 1986, realizada no México, mas não atuou em nenhum dos quatro jogos disputados pelo Uruguai, que acabou eliminado pela Argentina nas oitavas de final.

## Vida pessoal
Atualmente, vive na cidade de Durazno, a 228 km da capital uruguaia. Ele é criador de gado da raça Hereford e tem mais de cinco mil cabeças de gado em sua fazenda.

## Títulos
Nacional
- Campeonato Uruguaio: 1977, 1980 e 1983
- Copa Intercontinental: 1980
- Copa Libertadores da América: 1980

Santos
- Campeonato Paulista: 1984

Bahia
- Campeonato Baiano: 1993 e 1994

Seleção Uruguaia
- Campeonato Sul-Americano Sub-20: 1975
- Mundialito: 1980
- Copa América: 1983